# Kata Mihály (gyógyszerész)
Kata Mihály (Körösladány, 1935. január 15.) kétszeres Batthyány-Strattmann László-díjas magyar gyógyszerész, az MTA doktora, egyetemi tanár, professor emeritus.

## Kutatási területe
Gyógyszeres kúpok vizsgálata (1960-1969). Gyógyszertartalmú porok keverése (1969-79). Gyógyszerek biohasznosíthatóságának optimalizálása (1979-). Ezen belül: porlasztásos technológiák (porlasztva szárítás, beágyazás, mikrokapszulázás, dermesztés), ciklodextrin zárványkomplexek, ásványkomplexek, liposzómák, gyógyszerek in vitro diffúziós sebességi együtthatójának vizsgálata, hatóanyagok és gyógyszerkészítmények oldékonyságának és oldódási sebességének optimalizálása, nagyműszeres vizsgálatok, kozmetikumok és állatgyógyászati készítmények kifejlesztése.

## Életútja
Elemi és általános iskolai tanulmányait szülővárosában, középiskolai tanulmányait Szeghalomban végezte, 1954-ben tett érettségi vizsgát, innen folytatta tanulmányait a Szegedi Orvostudomány Egyetem (SZOTE) Gyógyszerésztudományi Karán. 1958-ban kapta kézhez gyógyszerész oklevelét, 1960-tól a SZOTE Gyógyszertechnológiai Intézetében kapott állást, 1964-ben doktorált summa cum laude minősítéssel, 1970-ben kinevezték egyetemi docensnek. Szakgyógyszerészi vizsgát tett 1973-ban. Kandidátusi értekezését 1978-ban védte meg, a kémia tudományok kandidátusa lett. Akadémiai doktori értekezését 1991-ben védte meg, a gyógyszerészeti tudományok doktora lett. 1993-ban kapott egyetemi tanári kinevezést.
A Gyógyszerésztudományi Karon huzamosabb ideig töltötte be a dékánhelyettesi pozíciót, 1982-88, majd 1991-93 közt. 1996-ban habilitált. 1962 és 2007 közt 431 tudományos publikációt adott közre. Szakmai tudása és nyelvtudása révén (orosz, német, angol) hozzájárult a Gyógyszerésztudományi Kar nemzetközi kapcsolatainak szinten tartásához és fejlesztéséhez. Több mint 40 alkalommal volt hivatalos tanulmányúton vagy éppen kongresszuson.
A doktori iskolában 24 témavezetettje szerezte meg az abszolutóriumot. 17 egyetemi doktori értekezés témavezetője, a továbbiakban
5 PhD kutató témavezetője, további 5 fő esetében aktív közreműködő. Mind az oktatás, mind a kutatás területén kiválóan teljesített. Díjaiban, elismeréseiben is kifejezésre jut kiváló oktatói és kutatói tevékenységének megbecsülése. A hazai és a külföldi hallgatók számára is színvonalas jegyzeteket írt. Számos hazai és külföldi szakmai társaság választotta tagjai sorába. A Gyógyszerészet című szaklapnak 1976-tól szerkesztőbizottsági tagja.
2005-ben emeritálták, ezután is aktívan közreműködött az egyetemi oktatásban.

## Fontosabb művei (válogatás)
- Untersuchungen über die Arzneifreisetzung aus Suppositorien in Abhangigkeit vöm HLB-Wert ld. Pharmazie 1969
- Das Mischen von Pulvem mit sehr nidrigem Wirkstoffgehalt ld. Acta Pharm. Technoi. 1979
- Investigation of the formation of magnesium stearate film by energy dispersive X-ray microanalysis ld. Pharm. Acta Helv. 1981
- Farmakonok és gyógyszerkészítmények biológiai használhatóságának optimalizálása. (Társszerző Selmeczi B.) ld. A gyógyszerészeti tudomány aktuális kérdései, 3. (Szerk. Burger K.) Budapest; 1988, MGYT. 33-116. p.
- Drug Technology. [Egyetemi jegyzet] Szeged, 1989. 229 p. [I.], 1990. 579 p. [II.]
- Ethics in Pharmacy. [Egyetemi jegyzet] Szeged, 1991. 116 p.
- Veterinary Pharmacy. [Egyetemi jegyzet] Szeged, 1992. 320 p.
- Gyógyszerészi etika. (Társszerző Papp J.) [Egyetemi jegyzet] Szeged, 1993. 216 p. (3. átd. bőv. kiad.)
- Állategészségügyi alapismeretek, állatgyógyászati készítmények. [Egyetemi jegyzet] Szeged, 1994. 380 p. (8. kiad.)
- A brief look at sixteen years of research on cyclodextrin inclusion ...exi, S.T.P. Pharma Sciences, 1999 (folyóiratcikk társszerzővel)
- Állategészségügyi alapismeretek, állatgyógyászati készítmények, IX. korsz. kiadás, Szeged, 2000 (könyvfejezet, szakkönyv része)
- Improvement in the Physico-chemical Properties of Ketonazole through Complexation with Cyclodextrin Derivatives, J. Incl. Phenom. Macro. 2002 (folyóiratcikk társszerzőkkel)
- Improvement of the Physico-chemical Properties of Clotrimazole by Cyclodextrin Complexation, J. Incl. Phenom. Macro. 2003 (folyóiratcikk társszerzőkkel)
- Preparation and Investigation of Inclusion Complexes Containing Gemfibrozil and DIMEB, J. Incl. Phenom. Macro. 2004 (folyóiratcikk társszerzőkkel)
- Thermoanalytical, FT-IR and X-ray studies of gemfibrozil- yclodextrin complexes, J. Therm. Anal. Calorim. 2005 (folyóiratcikk társszerzőkkel)

## Díjak, elismerések
- Érdemes Gyógyszerész, Budapest, 1974
- Munka Érdemrend Ezüst Fokozat, Budapest, 1980
- a Gyógyszerészet Nívó-díja: Budapest, 1981, 1985, 1985 és 1997
- Végh Antal Nívódíj, 2007
- szegedi gyógyszerészhallgatók Arany Pisztillus Díja, Szeged, 1983
- Állatorvostudományi Egyetem: Magyary-Kossa Emlékérem, Budapest, 1990
- Societas Pharmaceutica Hungarica, Budapest, 1989 és 1996
- Gyógyszerészhallgatók Oklevele, Szeged, 1995, 1997, 2002 és 2003
- Angolul Tanuló Gyógyszerészhallgatók Díja, Szeged, 1997, 1999 és 2000
- Batthyány-Strattmann László-díj, Budapest 2001 és 2004
- a Magyar Gyógyszerész Kamara „Honoris Causa” oklevele, Budapest, 2002
- Zwack Unicum Oktatói Díj, Szeged, 2003.